# Great Yeldham
Great Yeldham – wieś w Anglii, w hrabstwie Essex, w dystrykcie Braintree. Leży 32 km na północ od miasta Chelmsford i 74 km na północny wschód od Londynu.